# Средний Бурлук
Сре́дний Бурлу́к (укр. Середній Бурлук) — село, Шиповатский сельский совет, Великобурлукский район, Харьковская область, Украина.
Код КОАТУУ — 6321486005. Население по переписи 2001 г. составляет 251 (118/133 м/ж) человек.

## Географическое положение
Село Средний Бурлук находится на правом берегу реки Великий Бурлук, есть мост, выше по течению примыкает село Нестеровка, ниже по течению на расстоянии в 1 км село Шишковка (Шевченковский район), на противоположном берегу село Тихий Берег (нежилое).

## История
- 1727 — дата основания[1].
- В 1966 году в Среднебурлуцкий сельсовет входили следующие нп: Безводный Яр, Владимировка (Великобурлукский район), Анновка (Великобурлукский район), Ивановка (Великобурлукский район), Красное (Великобурлукский район), Лозовое (Великобурлукский район), Михайловка (Великобурлукский район), Нестеровка (Великобурлукский район), Нижний Бурлук (Харьковская область), Петровка (Великобурлукский район), Победа (Великобурлукский район), Смоловка (Великобурлукский район), Тараса Шевченко (Великобурлукский район), Тихий Берег, Красноармейское (Великобурлукский район) и Шишковка (Великобурлукский район).
- В 1976 году в составе Среднебурлукского сельсовета были нп - сёла Красное (Великобурлукский район), Нестеровка (Великобурлукский район) и Красноармейское (Великобурлукский район).
- Между 1977 и 2010 годами Среднебурлуцкий сельсовет был ликвидирован.

## Экономика
- В селе есть птице-товарная ферма (не работает с 1986 года).

## Объекты социальной сферы
- Школа I ст.[2] (закрыли в 2006-м году).

## Достопримечательности
- Братская могила советских воинов.

## Известные люди
- Антонов Александр Антонович — (1914—1997), родился в селе Картавовка, ныне село Средний Бурлук, Герой Советского Союза.
- Олейникова Пелагея Гавриловна — (1910—1988), Герой соцтруда.